# 山口保幸
山口 保幸（やまぐち やすゆき、1958年 - ）は、主にミュージックビデオを手掛ける日本の映像作家。OMB所属。Miss MOTION、タイレルコーポレーション、ザ・セカンドを経て現在に至る。

## 作品

### PV
- サニーデイ・サービス「サマー・ソルジャー」「桜 super love」
- AJICO「美しいこと」
- ゆらゆら帝国「夜行性の生き物3匹」「ゆらゆら帝国で考え中」「ラメのパンタロン」「貫通」「冷たいギフト」「2005年世界旅行」「タコ物語」「つぎの夜へ」「空洞です」
- 坂本慎太郎「死者より（From The Dead)」「できれば愛を」「スーパーカルト誕生」
- AIR「HAIR DO」「LIBERAL」「TODAY」「crawl」「don't abuse me」
- LITTLE CREATURES「Mosquito Curtain」「NIGHT PEOPLE」「stray dog is walking」
- Cymbals「Do You Believe In Magic?」「Higher than the Sun」「Highway Star,Speed Star」「Love Thing」「アメリカの女王」
- FANATIC◇CRISIS「夢じゃない世界。」
- サンボマスター「歌声よおこれ」「青春狂騒曲 (サンバ Ver.)」「世界はそれを愛と呼ぶんだぜ」「全ての夜と全ての朝にタンバリンを鳴らすのだ」「I Love You」「君を守って 君を愛して」「ミラクルをキミとおこしたいんです」「可能性」
- 桑田佳祐「明日晴れるかな」
- ケツメイシ「はじまりの合図」「夏の思い出」「花鳥風月」「太陽」「旅人」「涙」「君にBUMP」「さくら」
- Ken「solitary stroll」
- フリッパーズ・ギター「フレンズ・アゲイン」「恋とマシンガン」「グルーヴ・チューブ」「BLUE SHININ' QUICK STAR」「奈落のクイズマスター」
- Spiral Life「Another Day, Another Night」「Game Over」「20th Century Flight」「Dream All Day」「Maybe True」「Garden」「Why Don't You Come With Me?」
- 昼海幹音「午前8時17分 if you can touch it」、「悪魔」
- エレファントカシマシ「俺たちの明日」
- 9mm Parabellum Bullet「Wanderland」「ガラスの街のアリス」「眠り姫」
- 嵐「君のために僕がいる」「Love so sweet」「マイガール」
- 坂本真綾「走る」「抱きしめて」
- フジファブリック「茜色の夕日」「ポラリス」
- フレデリック「TOGENKYO」「飄々とエモーション」「CYAN」
- 森山直太朗「12月」「風花」「君は五番目の季節」
- 玉木宏「LOVE GOES」「希望の海」「ラバイバー～悲しみがまた繰り返そうと誰かに愛を唄う～」
- THEイナズマ戦隊「嗚呼、されど青春ごっこ」
- 木村カエラ「OLE! OH!」
- CHEMISTRY「最期の川」
- コブクロ「赤い糸」
- 新垣結衣「赤い糸」
- 松下優也「Honesty」
- Superfly「Live」
- Love「Second Love 〜ただ一つの願いさえ〜」「わたしあうもの」
- スピッツ 「スピカ」
- タッキー&翼「Journey Journey〜ボクラノミライ〜」
- サカナクション「ドキュメント」「僕と花」「ユリイカ」 「蓮の花」｢モス｣
- THEラブ人間「大人と子供〜初夏のテーマ〜」
- 星野源「夢の外へ」「知らない」
- オワリカラ「シルバーの世界」
- ORANGE RANGE「もしも」
- ヒトリエ「トーキーダンス」「シャッタードール」
- 高橋優「光の破片」「ロードムービー」
- Hey! Say! JUMP「キラキラ光れ」
- lol「fire!」
- 小松未可子「群青サバイバル」
- 蒼井翔太「イノセント」
- 3B junior「Fragile Stars」
- ZOLA「じょいなす！」
- MERRY「千代田線デモクラシー」
- May J.「Wishes come true - 咲き誇る花たちに -」
- 中納良恵「濡れない雨」
- ゲスの極み乙女。「アソビ」
- KNOCK OUT MONKEY「Greed」
- グッドモーニングアメリカ「キャッチアンドリリース」「拝啓、ツラツストラ」
- EXILE TAKAHIRO「Love Story」
- RAM WIRE「何度も」「あいだじゅう」「夢のあかし」
- 片平里菜「夏の夜」
- 黒沼英之「ふたり」
- 笹川美和「都会の灯」
- V6「only dreaming」
- イトヲカシ「スターダスト」「スタートライン」
- THE BACK HORN「With You」
- LILI LIMIT「Living Room」「A Short Film」「Kitchen」
- TWEEDEES「à la mode」
- ドミコ「こんなのおかしくない？」
- まふまふ「それは恋の終わり」

### CM
- ZIMA

### 短編映画
- 『花束 feat. LITHIUM FEMME』（2015年）[1]